# Clare Boothe Luce
Clare Boothe Luce (născută Ann Clare Boothe; n. 10 martie 1903, New York City, New York, SUA – d. 9 octombrie 1987, Washington, D.C., District of Columbia, SUA) a fost o scriitoare americană, politician, ambasador al Statelor Unite⁠(d) și figură a conservatorismului american. Autoare talentată, aceasta a devenit cunoscută datorită piesei sale de teatru The Women⁠(d) din 1936, piesă cu o distribuție exclusiv feminină. Aceasta a redactat lucrări de dramă, ficțiune, jurnalism, scenarii de film și reportaje de război. Luce a fost soția magnatului Henry Luce⁠(d), editor al revistelor Time, Life, Fortune și Sports Illustrated.
Luce era cunoscută pentru anticomunismul ei și a devenit o personalitate de frunte a conservatorismului. A susținut în tinerețe liberalismul președintelui Franklin Roosevelt, aceasta fiind discipol al omului de afaceri Bernard Baruch⁠(d), însă ulterior l-a criticat pe președinte. Cu toate că a susținut alianța anglo-americană în timpul celui de-al Doilea Război Mondial, a criticat pe față colonialismul britanic în India.
Oratoare carismatică și dinamică, în special după convertirea la romano-catolicism în 1946, Luce a luat parte la campaniile electorale ale tuturor candidaților republicani la președinție de la Wendell Willkie⁠(d) la Ronald Reagan.

## Biografie
Luce s-a născut Ann Clare Boothe în New York City pe 10 martie 1903, al doilea copil al lui Anna Clara Schneider și William Franklin Boothe. Părinții săi nu erau căsătoriți și s-au despărțit în 1912. Tatăl ei, un bărbat sofisticat și un violonist strălucit, i-a insuflat fiicei sale dragostea pentru literatură, dar a avut probleme în a-și păstra locul de muncă și a lucrat ani de zile ca vânzător ambulant. Și-a petrecut o parte din copilărie în Memphis, Nashville, Tennessee, Chicago, Illinois, Union City, New Jersey⁠(d) și New York. Clare Boothe avea și un frate mai mare pe nume David Franklin Boothe.
A urmat școala catedralelor⁠(d) din Garden City și Tarrytown, New York⁠(d), absolvind pe locul I în 1919 la vârsta de 16 ani. Clare a studiat-o pe Mary Pickford pe Broadway la vârsta de 10 ani și a debutat în comedia polițistă „The Dummy” în 1914. Apoi a avut un rol în filmul The Heart of a Waif (1915) al lui Thomas Edison. După un tur al Europei împreună cu mama sa și tatăl ei vitreg, Albert E. Austin⁠(d), Luce a devenit interesată de mișcarea sufragetelor⁠(d) și a fost angajată de Alva Belmont⁠(d) în cadrul National Women's Party din Washington., DC și Seneca Falls, New York⁠(d).
S-a căsătorit cu George Tuttle Brokaw⁠(d), milionar din New York, pe 10 august 1923 la vârsta de 20 de ani. Cei doi au avut o fiică, Ann Clare Brokaw (1924–1944). Potrivit lui Boothe, Brokaw era un alcoolic fără speranță, iar căsătoria s-a încheiat prin divorț în 1929. La 23 noiembrie 1935, aceasta s-a căsătorit cu Henry Luce, fondatorul revistelor Time, Life, and Fortune. Era adesea confundată cu actrița Claire Luce⁠(d).
Pe 11 ianuarie 1944, singurul ei copil, Ann Clare Brokaw, studentă la Universitatea Stanford în vârstă de 19 ani, a murit într-un accident de mașină.  Ca urmare a tragediei, Luce a devenit interesată de psihoterapie și religie. După o consiliere alături de părintele Fulton J. Sheen⁠(d), acesta a fost primită în Biserica Romano-Catolică în 1946. A finanțat construcția unei biserici catolice în Palo Alto în numele fiicei sale.